# Baritone
Baritone hay "giọng nam trung" là một loại giọng nam trong âm nhạc cổ điển, với âm vực nằm giữa giọng Nam trầm (Bass) và giọng Nam cao (Tenor). Các Baritone chủ yếu sử dụng giọng ngực (Chest-voice), ít khi sử dụng giọng óc (Head-voice) và tần suất sử dụng mixed-voice cũng tương đối ít. Âm sắc của giọng Baritone hơi trầm, khá dày và ấm (đặc biệt là ở khu âm trung).
Các tác phẩm âm nhạc viết cho loại giọng này thường có quãng giọng trải từ note F2 đến F4 trong âm nhạc hợp xướng, và từ note A2 đến A4 trong opera, dĩ nhiên cả hai đều có thể mở rộng được.

## Phân loại
Trong opera, giọng Baritone được phân loại dựa trên âm vực và độ dày của giọng hát thành các nhánh sau:

### 1. Lirico Baritone (Nam trung trữ tình)
- Đặc điểm nhận biết: giọng hát ấm áp, êm ả, truyền cảm. Âm sắc đa dạng với nhiều chất giọng dày đến mỏng, trầm đến thanh.
- Âm vực phổ biến: G2 - G#4. Primo passagio ở B3, second passagio ở E4
- Ví dụ: rất đa dạng và nước nào cũng có. Tuy nhiên chỉ có số ít luyện được âm vực rộng và control đủ tốt.

### 2. Dramatic Baritone (Nam trung kịch tính)
- Đặc điểm nhận biết: giọng hát mạnh mẽ, uy lực, nghe dày gần như một giọng Bass, có âm lượng lớn, âm sắc đanh thép.
- Âm vực phổ biến: F2 - G4. Primo passagio ở A#3, second passagio ở D#4
- Số người sở hữu giọng này rất hiếm. Ví dụ: Darnell Ishmel.

### 3. Kavalier Baritone (Nam trung nửa kịch tính)
- Có thể hát nhạc dành cho cả hai nhánh Lirico Baritone và Dramatic Baritone, giống với Spinto Soprano của nữ.
- Âm vực phổ biến: F#2 - F#4. Primo passagio ở B3, second passagio ở E4
- Ví dụ: Ivan Conrad, nhạc sĩ Tú Dưa.

### 4. Martin Baritone (Nam trung hài hước)
- Một nhánh đặc biệt của Lirico Baritone. Giọng hơi trầm nhưng nhẹ hơn, được gọi là "nam trung hài hước" với khả năng lướt nốt linh hoạt mà các giọng baritone khác khó có thể làm được. Đặc điểm nhận biết: âm trầm có độ dày vừa phải, âm trung và cao vừa hơi sáng (gần sáng như một Tenor trữ tình), quãng cao gần ngang với Dramatic Tenor, HeldenTenor, nhưng khu âm - trung trầm phát triển hơn khu âm - cao.
- Âm vực phổ biến: G2 - A4. Primo passagio ở B3, second passagio ở E4
- Ví dụ: Hugh Jackman, Barley Cooper...

### 5. Bass-Baritone (Nam trung trầm)
- Giọng hát có tính chất gần với giọng bass lại vừa có quãng của baritone. Hát được cả hai nhánh, quãng trầm mang âm sắc của bass còn quãng cao rất khó hát tốt so với baritone.
- Âm vực phổ biến: D2 - F4. Primo passagio ở A3, second passagio ở D4
- Ví dụ: Trần Thái Hòa,...

- Đây là loại giọng có passagio của một Baritone nhưng tessitura giống Bass.

Âm vực phổ biến của các phân loại trên chỉ là quãng giọng được thể hiện trong các tác phẩm âm nhạc. Âm vực thực tế của Baritone có thể mở rộng xuống khá thấp, ở đầu quãng 2, các giọng tenor đều không làm được điều này. Tuy nhiên giọng baritone gặp nhiều khó khăn khi mở rộng quãng giọng lên cao.